# Enumeración de red
La enumeración de red (network enumeration) es una actividad de la informática  en la cual se consigue información de usuarios , grupos o dispositivos y demás servicios relacionados de una red de computadoras. No debe ser confundido con mapeo de red, el cual sólo recupera la información sobre qué servidores están conectados a una red concreta y qué sistemas operativos corren en ellos.
Esta práctica consiste en el descubrimiento  de anfitriones o dispositivos en una red de computadoras.Esta actividad tiende a utilizar protocolos de descubrimiento como ICMP y SNMP para recopilar información. También puede escanear varios puertos en anfitriones remotos para buscar servicios conocidos en un intento de identificar la función de un anfitrión remoto. La siguiente etapa de la enumeración es hacer fingerprinting al sistema operativo del anfitrión remoto.

## Software
Una enumerador de red o escáner de red es un programa usado para conseguir información de usuarios, grupos o dispositivos y demás servicios relacionados con la red de computadoras. Este tipo de programas escanean las redes en busca de vulnerabilidades en la seguridad de las mismas. Si  existe una vulnerabilidad con la seguridad de una red, esta se lo reporta a un hacker , quiénes pueden utilizar esta información para explotar el fallo de la red para obtener entrada a la misma o para otras actividades maliciosas. Los ethical hackers a menudo también utilizan esta información obtenida para eliminar errores y fortalecer sus redes.
Los hackers maliciosos ( o "black hat")  pueden, al acceder a la red, conseguir información confidencial o corromper la red, haciéndola inútil. Si esta red perteneció a una compañía, la cual utilizaba esta red regularmente,  la compañía perdería la función para enviar información internamente a otros departamentos.
Los enumeradores de red son usados a menudo por script kiddies, así como por hackers más experimentados cooperando con otros programas. También pueden ser llevado a cabo consultas WHOIS , transferencias de zona, ping sweeps, y traceroute.

## Lista de enumeradores de red
- Metasploit Proyect
- Nmap
- Nessus
- OpenVAS
- SAINT (software)
- Security Administrator Tool for Analyzing Networks
- ZMap (software)